# Lars-Göran Carlsson
Lars-Göran Carlsson (* 24. Juli 1949 in Norrköping; † 27. Juli 2020) ist ein ehemaliger schwedischer Sportschütze.

## Erfolge
Lars-Göran Carlsson gewann im Skeet 1979 bei den Weltmeisterschaften in Montecatini Terme Silber. Er nahm im Jahr darauf an den Olympischen Spielen in Moskau teil, bei denen er gemeinsam mit vier Konkurrenten mit 196 Punkten den Bestwert erzielte. Im anschließenden Stechen traf er in der ersten Runde ebenso wie Kjeld Rasmussen und Roberto Castrillo alle Ziele und sicherte sich so bereits eine Medaille. In der zweiten Runde blieb Rasmussen erneut ohne Fehlschuss, während Castrillo lediglich 23 Ziele traf. Da Carlsson ein Ziel verfehlte, erhielt er die Silbermedaille.